# Ryan Gunderson
Ryan Gunderson, född 16 augusti 1985 i Bensalem, Pennsylvania, är en amerikansk professionell ishockeyspelare som spelar för HC Fribourg-Gottéron i NLA sedan säsongen 2018/19.
Under säsongen 2015/16 spelade han för HK Dinamo Minsk i KHL och säsongen innan det spelade han för Jokerit i samma liga. Några andra av hans tidigare klubbar har bland annat varit Houston Aeros, Brynäs IF och Örebro HK.

## Spelarkarriär
- University of Vermont (2004–2007)
- Columbia Inferno (2006–2007)
- Trenton Devils (2007–2009)
- Houston Aeros (2009–2010)
- Örebro HK (2010–2011)
- Brynäs IF (2011–2014, 2016–)
- Jokerit (2014–2015)
- HK Dinamo Minsk (2015–2016)